# J'ai quelque chose à vous dire
Pour plus de détails, voir Fiche technique et Distribution.
J'ai quelque chose à vous dire est un court métrage français réalisé par Marc Allégret, sorti en 1930.

## Synopsis
Un homme qui se prétend l'amant d'une femme mariée va trouver l'époux et lui révèle que madame accorde ses faveurs à un troisième larron. Or l'amant s'est trompé d'étage et d'appartement.

## Fiche technique
- Titre français : J'ai quelque chose à vous dire
- Réalisation : Marc Allégret
- Scénario : Albert Willemetz, René Pujol
- Photographie : Théodore Sparkuhl
- Son : D.F. Scanlon
- Production : Pierre Braunberger
- Société de production : Ets Braunberger-Richebé
- Distribution : Les artistes associés
- Pays de production :  France
- Langue originale : français
- Format : Noir et blanc — 35 mm — 1,33:1 — son Mono
- Genre : Comédie
- Durée : 21 minutes

## Distribution
- Fernandel : Pierre Deneige, l'amant qui s'est trompé d'étage
- Colette Clauday : la femme
- Pierre Darteuil : le mari
- Paulette Dubost : la femme de chambre